# Ukrainafaciliteten
Ukrainafaciliteten är ett finansiellt instrument inom Europeiska unionen för att tillhandahålla bilateralt stöd till Ukraina. Instrumentet omfattar 50 miljarder euro i form av 33 miljarder euro som lån och 17 miljarder euro som bidrag (”Ukrainareserven”). Det skapades i slutet av februari 2024 i syfte att ge Ukraina ekonomiskt stöd under perioden 2024–2027 till följd av Rysslands invasion av Ukraina. Den första utbetalning av medel i form av 4,5 miljarder euro till Ukraina skedde den 20 mars 2024.
För att få ta del av stödet var Ukrainas regering tvungen att första presentera en plan för hur medel kommer att användas för investeringar i landet, den så kallade Ukrainaplanen.
I oktober 2024 antog Europaparlamentet och Europeiska unionens råd även en förordning om en samarbetsmekanism för lån och exceptionellt makroekonomiskt stöd till Ukraina.